# Lâm Tế Nghĩa Huyền
Lâm Tế Nghĩa Huyền (zh. línjì yìxuán/ lin-chi i-hsüan 臨濟義玄, ja. rinzai gigen), ?-866/867, là một vị Thiền sư Trung Quốc, là Tổ khai dòng thiền Lâm Tế. Sư là môn đệ xuất sắc nhất của Thiền sư Hoàng Bá Hi Vận. Môn đệ đắc pháp danh tiếng của sư có Thiền sư Hưng Hoá Tồn Tưởng, Tam Thánh Huệ Nhiên, Định Thượng Toạ.
Sư khai sáng dòng thiền Lâm Tế trong thời gian Phật giáo Trung Quốc đang bị đàn áp (842-845) và chính dòng này đã chứng tỏ sức sống mãnh liệt trong thời gian sau, trở thành môn phái quan trọng nhất của Phật giáo Trung Quốc. Song song với dòng Tào Động, dòng thiền của sư được truyền bá tại Nhật Bản cho đến ngày nay gần như dưới dạng nguyên thủy.
Sư tiếp nối truyền thống hoằng hoá của Mã Tổ Đạo Nhất Thiền sư bằng cách sử dụng tiếng quát (hát 喝, ja. katsu!), gậy đập (trúc bề 竹篦, ja. shippei, kyosaku) và Phất tử (zh. 拂子, ja. hossu).
Cách hướng dẫn môn đệ của sư là sự phối hợp và hoàn chỉnh cách dạy của các vị tiền nhân kể từ Lục tổ Huệ Năng. Thành phần mới được cho là xuất phát từ dòng thiền này là phép quán Công án, một phương pháp gần như dấu hiệu chính của thiền Lâm Tế và chính dòng thiền này đã giữ gìn truyền thống đó cho đến ngày hôm nay (Đại Huệ Tông Cảo, Bích nham lục, Vô môn quan).

## Cơ duyên và hành trạng

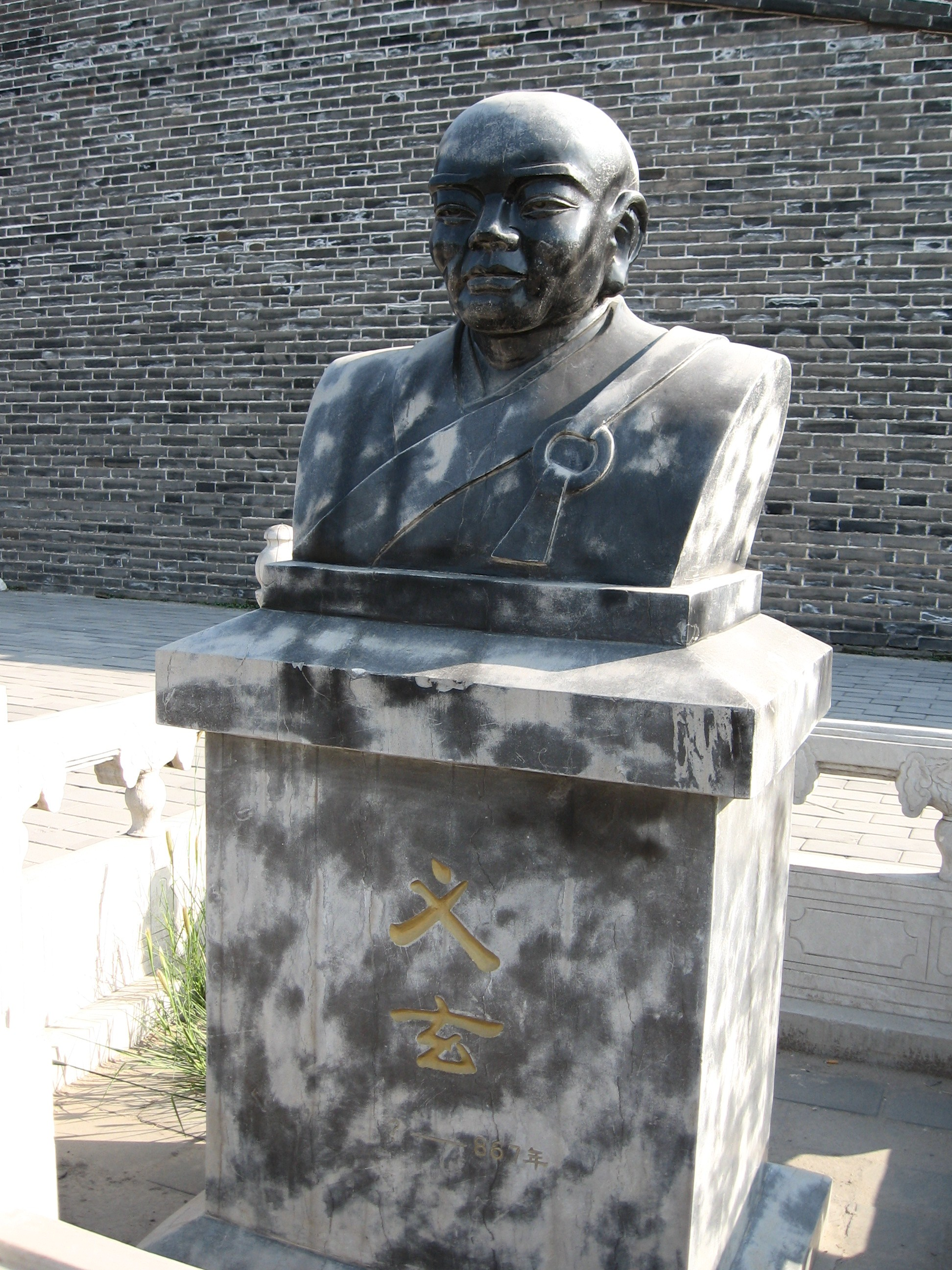
Tượng Thiền sư Lâm Tế tại cổng Nam huyện Chính Định tỉnh Hà Bắc.

Sư họ Hình (zh. 邢), quê ở Nam Hoa (zh. 南華), Tào Châu (zh. 曹州). sư mộ đạo từ nhỏ, nghiên cứu giới luật, kinh điển, nhưng không hài lòng với cái đạt được, tự nhủ "Đây chưa phải là yếu chỉ của giáo ngoại biệt truyền." Sau đó, sư đến Hoàng Bá (sau khi hành cước trải qua một chặng đường dài gần 2000 km!) cầu ngộ yếu chỉ.
Hoàng Bá vừa thấy sư biết ngay là pháp khí thượng thặng nhưng vẫn để sư học hỏi âm thầm trong ba năm. Thủ toạ (Mục Châu Trần Tôn Túc) thấy sư chăm chỉ học liền khuyên đến thẳng Hoàng Bá hỏi đại ý Phật pháp. Sư ba lần đến hỏi, ba lần bị ăn gậy như bão táp nên thất vọng, muốn đi học nơi khác. Hoàng Bá khuyên sư đến thiền sư Đại Ngu (nối pháp Quy Tông Trí Thường) ở Cao An. Sự việc được ghi lại rõ trong Ngũ Đăng Hội Nguyên như sau:
Sư đến Đại Ngu, Đại Ngu hỏi: "Ở chỗ nào đến?" Sư thưa: "Ở Hoàng Bá đến." Đại Ngu hỏi: "Hoàng Bá dạy gì?" Sư thưa: "Con ba phen hỏi đại ý Phật pháp, ba phen đều bị đánh. Chẳng biết con có lỗi hay không lỗi?" Đại Ngu cười lớn nói: "Hoàng Bá vì ngươi nói chỗ tột cùng, lại đến hỏi lỗi hay không lỗi!" Ngay câu nói này, sư thông suốt, thưa: "Phật pháp của Hoàng Bá chẳng có nhiều." Đại Ngu nắm lại: "Đồ quỷ đái dưới sàng, vừa nói lỗi không lỗi bây giờ lại chê Phật pháp Hoàng Bá không nhiều. Ngươi thấy đạo gì nói mau!" Sư liền cho Đại Ngu ba thoi vào hông. Đại Ngu buông sư ra bảo: "Thầy của ngươi là Hoàng Bá, chẳng liên hệ gì với ta!"
Từ giã Đại Ngu, sư về lại Hoàng Bá. Hoàng Bá thấy liền bảo: "Kẻ này đến đến đi đi, biết bao giờ liễu ngộ." sư thưa: "Chỉ vì tâm lão bà quá thiết tha nên nhân sự đã xong." Nghe sư thuật lại sự việc ở Đại Ngu, Hoàng Bá bảo: "Lão Đại Ngu đã buông lời, đợi đến đây ta cho ăn gậy." sư liền nói: "Đợi làm gì, cho ăn ngay bây giờ", và bước đến sau lưng Hoàng Bá tát một cái. Hoàng Bá cười to, bảo: "Có một gã điên dám vuốt râu cọp."
Sau khi ngộ đại ý, sư vẫn tiếp tục ở lại với Hoàng Bá và những cuộc pháp chiến giữa sư và Hoàng Bá vẫn còn vang vọng đến ngày nay.
Rời Hoàng Bá, sư đến Hà Bắc, Trấn Châu, trụ trì thiền viện Lâm Tế. sư bắt đầu thu nhận môn đệ và học giả đến ngày càng đông. Sách vở ít nhắc tới truyền nhân của sư ngoài các vị đã nêu trên (có 21 vị đắc pháp), có lẽ vì lý do chính trị và xã hội tại miền Bắc Trung Quốc cuối đời nhà Đường không thuận lợi. Ví dụ như Am chủ Đồng Phong, cũng là môn đệ đắc pháp, chỉ lên núi ẩn cư, không nhận học trò và vì vậy ít ai biết đến. Trong thời gian Phật giáo bị bức hại, Thiền tông là môn phái duy nhất không bị hao tổn bao nhiêu nhờ chủ trương "Dĩ tâm truyền tâm", với lối sống thanh đạm, không coi trọng hình thức tổ chức nặng nề.
Những lời dạy của sư được ghi lại trong Trấn Châu Lâm Tế Huệ Chiếu Thiền sư ngữ lục, một bộ ngữ lục quan trọng trong Thiền tông được lưu lại đến ngày nay. Qua đó người ta mường tượng được phong cách uy nghi dũng mãnh và cách dạy thần tốc của Sư.
Một vị tăng hỏi: "Thế nào là kiến giải chân chính?"
Sư đáp: "Ngươi chỉ tất cả vào phàm vào thánh, vào nhiễm vào tịnh,... Phật ra đời chuyển đại pháp luân lại nhập Niết-bàn, chẳng thấy có tướng mạo đi lại, tìm cái sinh tử của Ngài trọn không thể được, liền vào Pháp giới vô sinh; nơi nơi dạo qua các cõi nước, vào thế giới hoa tạng, trọn thấy các pháp không tướng, đều không Phật pháp, chỉ có đạo nhân vô y (không nơi nương tựa) nghe pháp. Đó là mẹ chư Phật, bởi vì Phật từ vô y sinh. Nếu ngộ được vô y thì cũng chẳng còn Phật để ta đạt được. Nếu ngươi thấy được như thế, là kiến giải chân chính. Người học không hiểu chấp danh cú, bị danh phàm thánh làm ngại... Nếu các ngươi muốn trong sinh tử đi đứng tự do, tới lui tự tại thì hiện nay nên biết người đang nghe pháp này. Hắn không hình không tướng, không cội không gốc, không chỗ ở mà hoạt bát rõ ràng, ứng hiện muôn thứ hành động, chỗ dùng chỉ là không chỗ. Bởi thế, càng tìm càng xa, cầu đó thì trái, gọi đó là bí mật..."

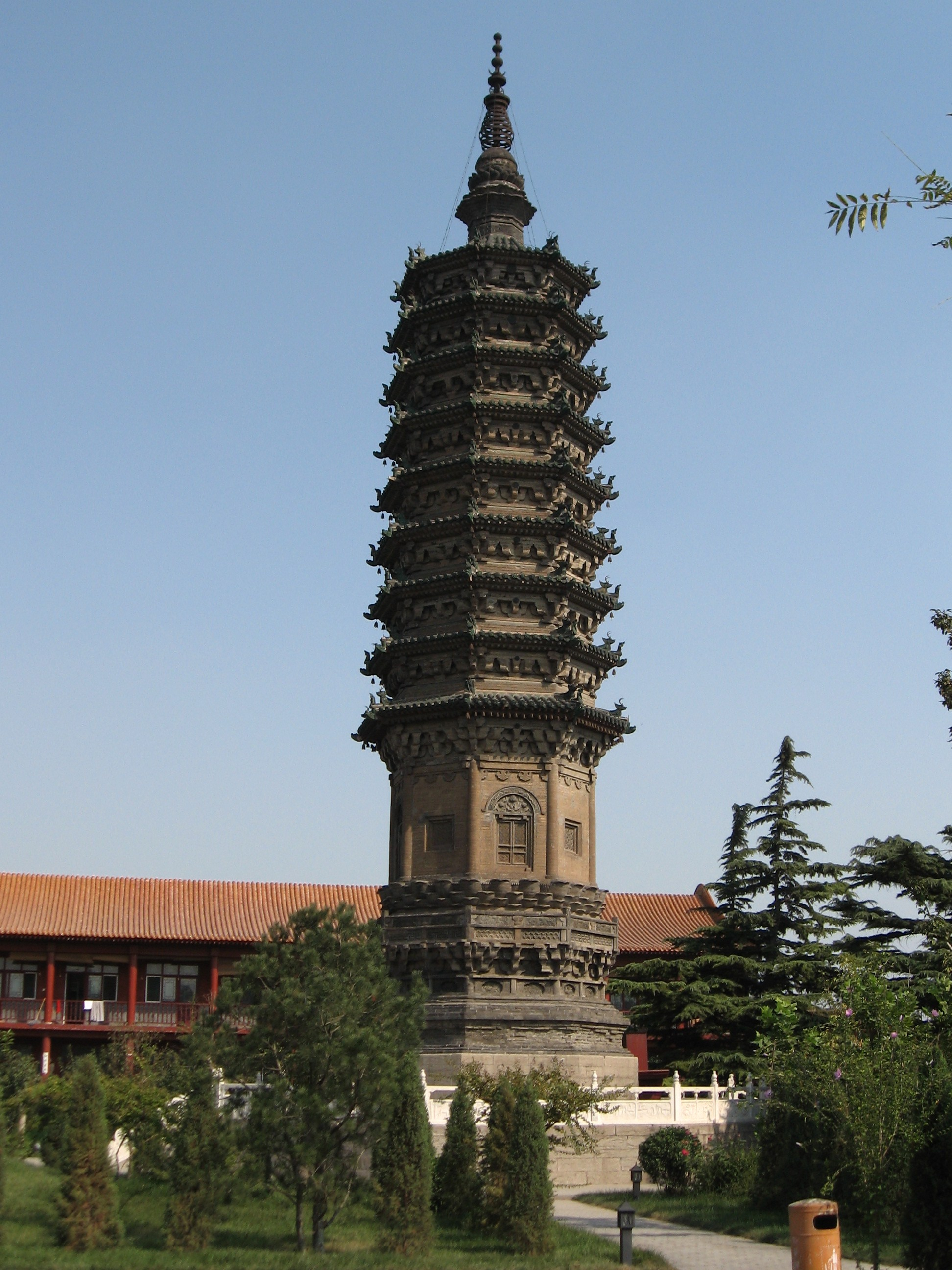
Tháp mộ nơi Thiền sư Lâm Tế an nghỉ.

Sư sắp tịch, bảo chúng: "Sau khi ta tịch, chẳng được diệt mất Chính pháp nhãn tạng của ta!" Tam Thánh Huệ Nhiên bước ra thưa: "Đâu dám diệt mất Chính pháp nhãn tạng của Hoà thượng." sư bảo: "Về sau có người hỏi, ngươi đáp thế nào?" Tam Thánh liền hét. sư bảo: "Ai biết, Chính pháp nhãn tạng của ta đến bên con lừa mù diệt mất" và làm bài kệ sau (Thích Thanh Từ dịch):
| 沿流不止問如何 真照無邊說似他 離相離名如不稟 吹毛用了急須磨。 | Diên lưu bất chỉ vấn như hà Chân chiếu vô biên thuyết tợ tha Li tướng li danh như bất bẩm Xuy mao dụng liễu cấp tu ma. | Theo dòng chẳng dứt hỏi thế nào Chân chiếu khôn ngằn nói giống ai Lìa tướng lìa danh như chẳng nhận Gươm bén dùng rồi gấp phải mài. |

Nói xong, sư viên tịch, nhằm ngày 10 tháng 1 năm Đinh Hợi, niên hiệu Hàm Thông. Vua sắc thuỵ là Huệ Chiếu.